# سويو (أنغولا)
سويو أو سُيو (المعروفة سابقًا باسم سانتو أنطونيو دو زائير) هي مدينة يبلغ عدد سكانها 200،920 نسمة (إحصاء 2014) ، والبلدية، يبلغ عدد سكانها 227175 (تعداد 2014)، وتقع في مقاطعة زائير في أنغولا، عند مصب نهر الكونغو. أصبحت سويو مؤخرًا أكبر منطقة منتجة للنفط في البلاد، حيث يُقدر إنتاجها بنحو 1200000 برميل يوميًا (190.000 متر مكعب / يوم).